# سیارک ۹۰۰۶
سیارک ۹۰۰۶ (به انگلیسی: 9006 Voytkevych، نامگذاری:1982UA7) نه هزار و ششمین سیارک کشف شده‌است که در ۲۱ اکتبر ۱۹۸۲ کشف شد.
قدر مطلق سیارک برابر ۱۲٫۸۰ است.